# Cantone di Beauvais-Sud-Ovest
Il Cantone di Beauvais-Sud-Ovest era una divisione amministrativa dell'arrondissement di Beauvais.
È stato soppresso a seguito della riforma complessiva dei cantoni del 2014, che è entrata in vigore con le elezioni dipartimentali del 2015.
Comprendeva parte della città di Beauvais e i comuni di:
- Allonne
- Aux-Marais
- Goincourt
- Saint-Martin-le-Nœud